# Pleuven

Pleuven este o comună în departamentul Finistère, Franța. În 1 ianuarie 2022 avea o populație de 3.298 de locuitori.